# 索尔尼耶尔
索尔尼耶尔（法語：Saulnières，法語發音：[so(l)njɛʁ]）是法国伊勒-维莱讷省的一个市镇，属于勒东区。

## 地理
索尔尼耶尔（47°54'57"N, 1°35'15"W）面积10.34 平方千米，位于法国布列塔尼大區伊勒-维莱讷省，该省份为法国西北部沿海省份，位于布列塔尼半岛东部，北濒大西洋，西接阿摩尔滨海省和莫尔比昂省，南至大西洋卢瓦尔省，西南端接曼恩-卢瓦尔省，东临马耶讷省，东北与芒什省接壤。
与索尔尼耶尔接壤的市镇（或旧市镇、城区）包括：尚特卢、布里、讓澤、小富日赖、布列塔尼地区勒塞勒、特雷伯夫。

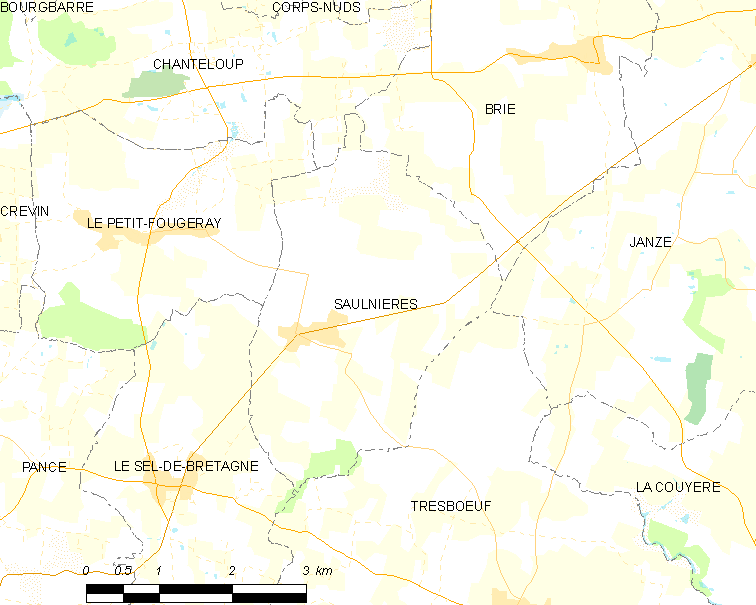
索尔尼耶尔的OSM定位图

索尔尼耶尔的时区为UTC+01:00、UTC+02:00（夏令时）。

## 行政
索尔尼耶尔的邮政编码为35320，INSEE市镇编码为35321。

## 政治
索尔尼耶尔所属的省级选区为布列塔尼地区班县。

## 人口

1962-2008年间索尔尼耶尔人口变化图示

索尔尼耶尔于2022年1月1日时的人口数量为798人。